# ГЕС Torpshammar
ГЕС Torpshammar — гідроелектростанція у центральній частині Швеції. Розміщена після ГЕС Leringsforsen і становить нижній ступінь у каскаді на Gimån, яка є лівою притокою річки Юнган, що впадає в Ботнічну затоку Балтійського моря біля міста Свартвік.
У межах проекту річку перекрили греблею висотою 25 метрів, біля якої облаштували підземний машинний зал. Він обладнаний двома турбінами типу Френсіс загальною потужністю 119 МВт, що при напорі у 123 метри забезпечують виробництво 0,3 млрд кВт-год електроенергії на рік.
Відпрацьована вода надходить у тунель завдовжки 4,6 км, який відводить її вже до Юнгану.
У середині 2000-х років у межах програми з підвищення безпеки гідротехнічних об'єктів власник станції облаштував у греблі четвертий водопропускний шлюз.